# Franz Stangl
Franz Paul Stangl (Altmünster, 26 marzo 1908 – Düsseldorf, 28 giugno 1971) è stato un militare e criminale di guerra austriaco, ufficiale delle SS e comandante dei campi di sterminio di Sobibor e Treblinka.

## Biografia
Figlio di una guardia notturna, dopo avere lavorato in gioventù in una fabbrica tessile entrò nel 1931 nella polizia austriaca e, poco dopo, nella sezione austriaca del Partito nazista, a quel tempo ancora illegale in Austria.
In seguito all'Anschluss, fece una brillante carriera, ottenendo un ruolo di rilievo come comandante del Castello di Hartheim, nel 1940, nel Programma T4, attraverso il quale venivano assassinati sistematicamente malati psichici e portatori di handicap, per la teoria nazista della purezza della razza.
Nel 1942 venne trasferito in Polonia, alle dipendenze di Odilo Globočnik, per essere nominato comandante del campo di sterminio di Sobibór, da marzo a settembre del 1942, ed in seguito di quello di Treblinka, dal settembre 1942 all'agosto 1943. Vestito sempre con un impeccabile vestito bianco, assunse la fama di efficiente amministratore, tanto da essere considerato il miglior comandante di un campo di concentramento di tutta la Polonia.
Dopo la rivolta del campo di Treblinka nell'agosto del 1943, Stangl fu impiegato alla Risiera di San Sabba nell'ambito dell'OZAK, l'area dell'Italia nord-orientale direttamente controllata dalla Germania, per la repressione dei partigiani e la deportazione degli ebrei (per esempio a Venezia). Dopo il maggio 1944 passò da Udine a Fiume, rientrando in Germania alla fine di aprile 1945.
Al termine della guerra Franz Stangl venne catturato dagli statunitensi in un villaggio dell'Austria e passò due anni nel campo di prigionia sito a Glasenbach, venendo consegnato, alla fine del 1947, al governo austriaco per essere processato come partecipante al programma eutanasia; prima della fine del processo tuttavia egli riuscì a scappare il 30 maggio 1948 entrando in Italia. Giunto a Roma il vescovo Alois Hudal, organizzatore della ratline che consentì la fuga in Sud America di molti criminali nazisti, gli procurò denaro, nuovi documenti, un visto per la Siria ed un lavoro in un cotonificio di Damasco.
Nel 1949 venne raggiunto dalla famiglia con la quale, nel 1951, si trasferì in Brasile. Dopo avere svolto diversi mestieri Stangl venne assunto presso lo stabilimento di San Paolo della Volkswagen, nonostante si fosse presentato con il suo vero nome, e solamente il 28 febbraio 1967, in seguito alle ricerche condotte dal centro di Simon Wiesenthal, venne riconosciuto e arrestato dalla polizia brasiliana.
Dopo l'estradizione nella Germania Ovest, venne giudicato per la morte di circa 900 000 persone, tra uomini, donne e bambini; la sua unica difesa fu: Ho la coscienza pulita. Ho semplicemente adempiuto ai miei compiti. Riconosciuto colpevole, il 22 ottobre 1970, Stangl venne condannato al carcere a vita.
Morì per un infarto nella prigione di Düsseldorf il 28 giugno 1971, poche ore dopo aver terminato di rilasciare alla giornalista Gitta Sereny un'intervista in cui raccontava la sua vita. Il resoconto di quell'intervista, raccolta in più giorni e terminata il 27 giugno 1971, è contenuto nel libro Into that Darkness (In quelle tenebre), pubblicato nel 1974.